# Saint-Germain-en-Laye HC
 Der Saint-Germain-en-Laye Hockey Club ist ein Hockeyverein aus dem westlich von Paris gelegenen Saint-Germain-en-Laye. Der Verein entstand aus der 1927 gegründeten Hockeyabteilung von Stade Saint-Germain, aus welchem auch der Paris Saint-Germain Football-Club (PSG) hervorging. Sowohl bei den Damen als auch bei den Herren ist der Club in der höchsten französischen Liga vertreten. Der Club nutzt die Anlagen des Camp des Loges am Forst von Saint-Germain.
In der Saison 2006/07 bestanden vier Herrenmannschaften und zwei Damenmannschaften sowie Jugendmannschaften in allen Altersklassen.

## Herren
| Europapokalbilanz Herren Feld |                    |        |       |                |
| Jahr                          | Wettbewerb         | Niveau | Platz | Ort            |
| 2003                          | Cup Winners Cup    | 1      | 5     | Terrassa       |
| 2007                          | Club Champions Cup | 1      | 5     | Bloemendaal    |
| 2008                          | Euro Hockey League | 1      | VF    | Terrassa       |
| 2009                          | Euro Hockey League | 1      | AF    | Hamburg        |
| 2010                          | Euro Hockey League | 1      | VR 24 | Paris          |
| 2011                          | Club Trophy        | 2      | 4     | Rom            |
| 2013                          | Euro Hockey League | 1      | VR 24 | East Grinstead |
| 2014                          | Euro Hockey League | 1      | AF    | Eindhoven      |
| 2015                          | Euro Hockey League | 1      | AF    | Bloemendaal    |
| 2016                          | Euro Hockey League | 1      | VR 24 | Hamburg        |
| 2017                          | Euro Hockey League | 1      | VR 24 | Banbridge      |
| 2018                          | Euro Hockey League | 1      | VF    | Rotterdam      |
| 2019                          | Euro Hockey League | 1      | AF    | Eindhoven      |

Bei der Europameisterschaft 2007 stellte der Saint-Germain-en-Laye HC mit Gérome Branquart, Martin Genestet, Antoine Gouedard, Christoph Muesgens, Julien Thamin, Charles Verrier und Frédéric Verrier die meisten Spieler für die französische Nationalmannschaft, die sich bei dem Turnier in Manchester mit dem sechsten Platz den Klassenerhalt in der A-Gruppe sicherte.
Erfolge
- Französischer Feldhockeymeister der Herren: 2006, 2007, 2008, 2009, 2013, 2014, 2018
- Französischer Pokalsieger: 2006, 2007

## Damen
Erfolge
- EuroHockey Club Champions Challenge: 2009
- Französischer Feldhockeymeister der Damen: 2006, 2008